# Зорино-Быково
Зорино-Быково — деревня в Иркутском районе Иркутской области России. Административный центр Усть-Балейского муниципального образования. Находится примерно в 54 км к северо-западу от районного центра.

## Население
| 2002 | 2010 | 2011 | 2012 |
| ---- | ---- | ---- | ---- |
| 217  | ↗226 | ↗228 | ↗229 |

По данным Всероссийской переписи, в 2010 году в деревне проживало 226 человек (115 мужчин и 111 женщин).